# Epsilon macron souscrit
Cette page contient des caractères spéciaux ou non latins. S’ils s’affichent mal (▯, ?, etc.), consultez la page d’aide Unicode.
Ne doit pas être confondu avec Epsilon macron souscrit (lettre latine)
L’epsilon macron souscrit (capitale: Ε̱, minuscule: ε̱) est une lettre additionnelle grecque, utilisée dans l’alphabet grec albanais des Arvanites au XIXe siècle. Il s’agit de la lettre epsilon diacritée d’un macron souscrit.

## Représentations informatiques
L’epsilon macron souscrit peut être représente avec les caractères Unicode suivants (grec et copte, diacritiques):
| formes    | représentations | chaînes de caractères | points de code | descriptions                                                 |
| --------- | --------------- | --------------------- | -------------- | ------------------------------------------------------------ |
| capitale  | Ε̱               | Ε◌̱                    | U+0395 U+0331  | lettre majuscule grecque epsilon diacritique macron souscrit |
| minuscule | ε̱               | ε◌̱                    | U+03B5 U+0331  | lettre minuscule grecque epsilon diacritique macron souscrit |